# Colleen Rosensteelová
Colleen Rosensteelová (* 13. března 1967 Greensburg, Pensylvánie) je bývalá americká těžká atletka – diskařka, zápasnice, vzpěračka, basketbalistka.

## Sportovní kariéra
Sportovat začala aktivně na střední škole Greensburg Central Catholic High. Hrála basketbal a jako atletka se věnoval hodům a vrhům. V hodu diskem reprezentovala v juniorském věku Spojené státy. Později na University of Florida v Gainesville studovala pedagogiku v oboru tělesná výchova a v rámci výuky začala i s úpolovými sporty (americký školní zápas, judo, sportovní šerm). S judem se seznámila v roce 1989 a brzy si jejího talentu (rozměrů) všimli zástupci olympijského tréninkové centra v Colorado Springs. V roce 1992 se účastnila americké olympijské kvalifikace v těžké váze nad 72 kg a vítězstvím vybojovala nominaci na olympijské hry v Barceloně. V Barceloně poprvé zažila tvrdou realitu světové úrovně ženského juda.
V roce 1995 začala spolupracovat s bratry Cohenovými na předměstí Chicaga ve Vernon Hills. V roce 1996 startovala na domácích olympijských hrách v Atlantě, kde hned v úvodním kole podcenila mezinárodně neznámou Australanku Heidi Burnettovou a po minutě prohrála na ippon technikou ura-nage. Tento nezdar jí motivoval v další prípravě a na své třetí olympijské hry v Sydney v roce 2000 odjížděla výborně připravaná. Ve druhém kole vybodovala na yuko úřadující mistryni světa Polku Beatu Maksymowovou. Ve čtvrtfinále však prohrála na ippon držením s Japonkou Majumi Jamašitaovou a v opravném pavouku se do bojů o medaile neprobojovala. Vzápětí ukončila sportovní kariéru. Pracuje jako trenérka v UPMC Rooney Sports Complex v Pittsburghu.

## Výsledky

### Judo
| Turnaj                  | 1992       | 1993       | 1994       | 1995       | 1996       | 1997       | 1998       | 1999       | 2000       |
| Turnaj                  | 25         | 26         | 27         | 28         | 29         | 30         | 31         | 32         | 33         |
| Turnaj                  | těžká váha | těžká váha | těžká váha | těžká váha | těžká váha | těžká váha | těžká váha | těžká váha | těžká váha |
| ----------------------- | ---------- | ---------- | ---------- | ---------- | ---------- | ---------- | ---------- | ---------- | ---------- |
| Olympijské hry          | úč.        |            |            |            | úč.        |            |            |            | úč.        |
| Mistrovství světa       |            | úč.        |            | 7.         |            | úč.        |            | 7.         |            |
| Panamerické hry         |            |            |            | 3.         |            |            |            | 2.         |            |
| Panamerické mistrovství | 3.         |            | —          |            | —          | 2.         | 2.         | —          | —          |